# ليزا إيرفن
ليزا إيرفن (بالإنجليزية: Lisa Ervin)‏ هي متزلجة فنية أمريكية، ولدت في 20 أبريل 1977 في تشارلستون في الولايات المتحدة.